# Bagóasz
Bagóasz (óperzsául: Bagoi, ógörögül: Βαγώας; † i. e. 336) az Óperzsa Birodalom eunuch főminisztere, aki azért vált hírhedtté, mert megmérgezte III. és IV. Artaxerxész királyokat. Tettével politikai válságot idézett elő és megkönnyítette Nagy Sándor számára a birodalom meghódítását.

## Élete
Bagóasz pályafutásáról Szicíliai Diodórosz számol be. Állítása szerint III. Artaxerxész Okhosz idejében emelkedett kiliarkhoszi (főminiszteri) méltóságra, vagyis ő felelt az egész birodalom kormányzásáért. Karrierjét nem utolsósorban annak köszönhette, mert eunuch volt, vagyis nem tartozott egyik befolyásos arisztokrata családhoz sem; a nepotizmus általános elterjedtsége miatt a királyok előszeretettel alkalmaztak eunuchokat a fontos pozíciókban. Feltehetően azonos azzal a Bagószesszel, aki Iosephus Flavius szerint III. Artaxerxész uralma alatt helyreállította a rendet Júdeában és eközben szentségtörő módon belépett a Templomba és magas adókat vetett ki a zsidókra.
I. e. 343-ban a király egyik hadvezéreként vett részt az Egyiptom elleni háborúban, amely fényes sikerrel zárult; Egyiptomot ismét betagozták a perzsa birodalomba, az utolsó egyiptomi származású fáraó, Nahthórhebit pedig Núbiába menekült. Bagóasz ekkor a templomok kifosztásából hatalmas vagyonra tett szert, az elvitt szent szövegeket csak nagy összegekért szolgáltatta vissza az egyiptomi papoknak. Szolgálataiért a király rábízta előbb a keleti tartományok (szatrapiák) felügyeletét, majd végül az egész birodalom kormányzását, vagyis kiliarkhoszi rangot kapott.
I. e. 338-ban kegyvesztetté vált, mire Diodórosz szerint egy orvos segítségével megmérgeztette a királyt és legkisebb fia, Arszesz (Arsaka) kivételével egész családját. Ennek ellentmond, hogy a British Múzeumban őrzött BM 71537 számú ékírásos tábla szerint III. Artaxerxész természetes halált halt; ezenkívül az uralkodó lánya, Parüszatisz biztosan életben maradt, mert Nagy Sándor a szúzai menyegzőn őt vette feleségül. 
A birodalom új uralkodója Arszesz lett, aki a IV. Artaxerxész nevet vette fel; de ténylegesen Bagóasz kormányzott a háttérből. Feltehetően ekkor szerezte később megemlített pompás palotáit, az egyiket Szúzában, a másikat - amely kertjeiről volt híres - Babilonban. A kormányzat azonban népszerűtlen volt, a nemesség nem támogatta, Egyiptom és Babilónia pedig fellázadt. Külső ellenség is jelentkezett: a Görögországot meghódító II. Philipposz makedón király bejelentette, hogy felszabadítja Kis-Ázsiát a perzsa uralom alól. I. e. 336 tavaszán az első makedón hadsereg át is kelt a Boszporuszon, bár őket még sikerült visszaverni. Ilyen körülmények között IV. Artaxerxész le akarta váltani Bagóaszt, aki erre őt is megmérgezte. Helyére a királyi család egy távolabbi rokonát, Artasatát (görögül Kodomannoszt) ültette, aki a III. Dareiosz nevet vette fel. 
Dareiosz azonban nem tűrte Bagóasz irányítását, ezért rövidesen őt is megpróbálta megmérgezni. A királyt azonban figyelmeztették és Diodórosz szerint felszólította miniszterét, hogy igyon az egészségére, majd átadta neki a saját kupáját; Bagóasz így maga volt kénytelen meginni a mérget.  
Az uralkodóváltások meggyengítették Perzsiát, a szatrapiák fellázadtak, így amikor Philipposz halála után fia, Nagy Sándor átkelt Kis-Ázsiába, egy meggyengült birodalommal kellett szembenéznie.   
Ismert egy olyan elképzelés, hogy Bagóasz egyiptomi származású volt és bosszúból gyilkolta meg III. Artaxerxészt az Ápisz-bika megölése miatt; ám ez a történet minden alapot nélkülöz.

## Fordítás
- Ez a szócikk részben vagy egészben  a   Bagoas című angol Wikipédia-szócikk ezen változatának fordításán alapul.  Az eredeti cikk szerkesztőit annak laptörténete sorolja fel. Ez a jelzés csupán a megfogalmazás eredetét és a szerzői jogokat jelzi, nem szolgál a cikkben szereplő információk forrásmegjelöléseként.